# Corynothona colombiensis
Corynothona colombiensis es un coleóptero de la familia Chrysomelidae.
Fue descrita científicamente en 2000 por Savini & Hurtado.